# Acnemia bifida
Acnemia bifida är en tvåvingeart som beskrevs av Zaitzev 1982. Acnemia bifida ingår i släktet Acnemia och familjen svampmyggor.
Artens utbredningsområde är Tennessee. Inga underarter finns listade i Catalogue of Life.